# Pelodryadidae
Famille
Les Pelodryadidae sont une famille d'amphibiens. Elle a été décrite par Albert Charles Lewis Günther en 1858.

## Répartition
Les espèces des trois genres de cette famille se rencontrent en Australie, dans l'Est de l'Indonésie, en Papouasie-Nouvelle-Guinée et aux Salomon.

## Liste des sous-familles et genres
Selon Amphibian Species of the World (21 avril 2016) :
- Pelobiinae Fitzinger, 1843
  - Litoria Tschudi, 1838
- Pelodryadinae Günther, 1858
  - Dryopsophus Fitzinger, 1843
  - Nyctimystes Stejneger, 1916
- Incertae Sedis :
  - Hyla ocellata Péron, 1807
  - Hyla rubeola Péron, 1807
  - Hyla ianopoda Péron, 1807
  - Hyla nebulosa Péron, 1807
  - Hyla javana Ahl, 1926

## Publication originale
- Günther, 1858 : On the Systematic Arrangement of th Tailless Batrachians and the Structure of Rhinophrynus dorsalis. Proceedings of the Zoological Society of London, vol. 26, p. 339-352 (texte intégral).